# Fisiología respiratoria

Intercambio gaseoso en un alveolo pulmonar.

La fisiología respiratoria es una rama en la fisiología humana que se enfoca en el proceso de respiración, tanto externa, captación de oxígeno (O2) y eliminación de dióxido de carbono (CO2), como interna, utilización e intercambio de gases a nivel celular.,

## Volúmenes
- Volúmenes pulmonares
- Capacidad vital
- Capacidad residual funcional
- Espacio muerto
- Espirometría
- Pletismografía corporal
- Fluxo máximo

## Mecanismo de la respiración

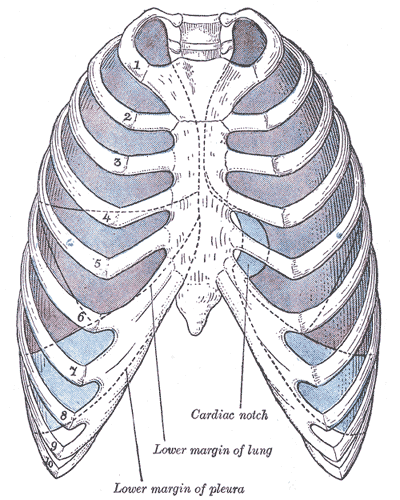
Visión frontal del tórax.

La respiración generalmente es un movimiento activo. La contracción del diafragma produce un aumento del volumen de manera anteroposterior y vertical, lo que produce un cambio de presión, el que equivale a las presiones producidas por los componentes elásticos, resistivos e inerciales del sistema respiratorio, principalmente del parénquima pulmonar y la pared torácica.

{\displaystyle {\begin{aligned}P&=P_{el}+P_{re}+P_{in}\\P&=EV+R{\dot {V}}+I{\ddot {V}}\end{aligned}}}
Donde Pel equivale al producto de la elasticidad E (inverso a la distensibilidad) y el volumen del sistema V, Pre equivale al producto de la resistencia al flujo R y la derivada del volumen V (lo que equivale al flujo), Pin equivale al producto de la inertance I y a la segunda derivada de V. R e I son a veces señaladas como las constantes de Rohrer.
- Anatomía: cavidad pleural, diafragma torácico, Músculos intercostales externos, músculos intercostales internos
- Inspiración y espiración.
- Pulmón, alvéolos pulmonares
- Con insuficiente surfactante pulmonar, los alveolos tienden a colapsar, causando múltiples atelectasias (véase Síndrome de distrés respiratorio)
- Ley de Laplace,
- Compliancia pulmonar - disminuye con la fibrosis, aumenta con el enfisema[1]
- Ley de Poiseuille
- Asma y EPOC
- Histéresis

## Circulación, ventilación y perfusión
- Circulación pulmonar
- positive pressure ventilation
- Vasocontricción hipóxica

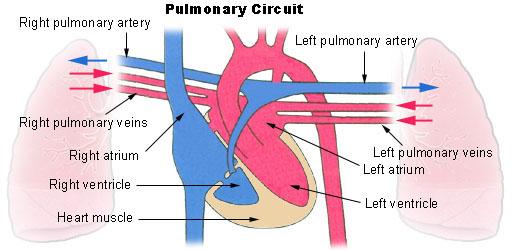
Circulación pulmonar.

- Ventilación (fisiología) , perfusión, Relación ventilación/perfusión (V/Q), and escáner de relación ventilación/perfusión
- shunts (cortocircuitos en la circulación menor-mayor): derecha a izquierda (tetralogía de Fallot), izquierda a derecha (ductus arterioso persistente)
- frecuencia respiratoria y respirómetro.

## Intercambio gaseoso (principalmenteoxígenoydióxido de carbono)
- Intercambio gaseoso
- Ley de Dalton
- Hemoglobina

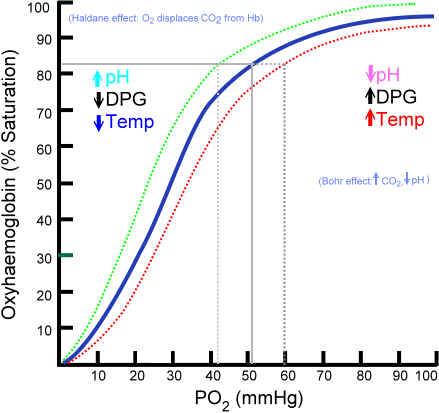
Curva de disociación del oxígeno con la hemoglobina.

- Curva de disociación oxígeno-hemoglobina, efecto Bohr, efecto Haldane
- Anhidrasa carbónica
- Oxihemoglobina
- respiratory quotient
- Gas de sangre arterial

## Control y regulación
- Control de la Respiración
- Formación reticular

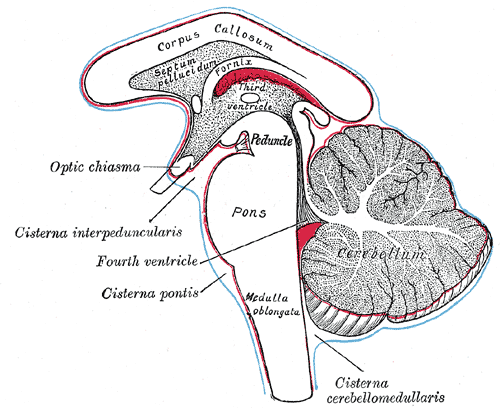
Pons.

- Bulbo raquídeo (apneuistic y pneumotaxic)
- Quimioreceptores (médula, cuerpo carotídeo, cuerpo aórtico)
- Reflejo de Hering-Breuer
- Control involuntario de la respiración
- ejercicio
- hiperoxia
- hipoxemia (hypoxic hypoxia)

## Fisiopatología
- Asma
- Edema pulmonar
- Enfermedad Pulmonar Obstructiva Crónica
- Enfisema pulmonar
- Intoxicación por monóxido de carbono
- Mal de montaña (altitude sickness)
- Neumonía
- Bronquitis
- Síndrome de dificultad respiratoria neonatal (infant respiratory distress syndrome)

## Cociente de intercambio respiratorio
El transporte normal de oxígeno (O2) desde los pulmones a los tejidos por cada 100 ml de sangre es aproximadamente de 5 ml, mientras que el transporte normal de dióxido de carbono (CO₂) desde los tejidos hacia los pulmones es de aproximadamente 4 ml.
Existe una fórmula por la cual se puede calcular el cociente de producción de dióxido de carbono respecto a la captación de oxígeno, la cual se denomina cociente de intercambio respiratorio, representado como R.
{\displaystyle R=\left({\frac {tasadeproducciondedioxidodecarbono}{tasadecaptaciondeoxigeno}}\right)}
El valor de R cambia en situaciones metabólicas distintas, cuando una persona utiliza exclusivamente hidratos de carbono para el metabolismo corporal, R aumenta hasta 1, por el contrario, cuando una persona utiliza únicamente grasas para obtener energía metabólica, el valor de R disminuye a un valor muy bajo de 0.7.
Para una persona que hace una dieta normal y que consume cantidades media de hidratos de carbono, grasas y proteínas, se considera el valor medio de R de 0.825.

## Imágenes

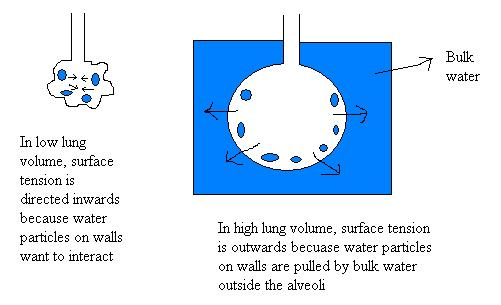
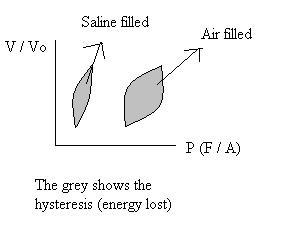
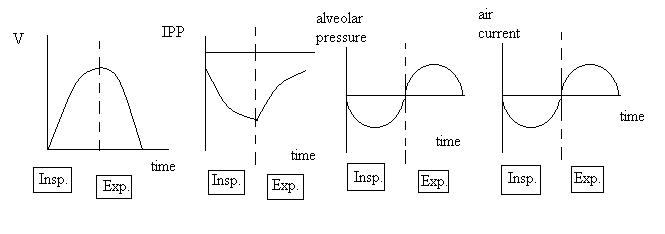
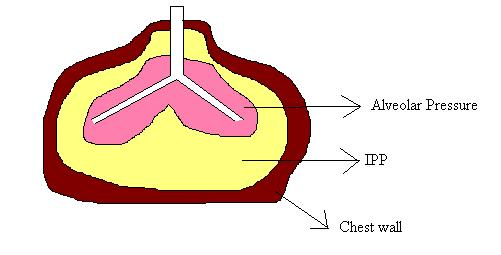